# Буферна зона
Вижте пояснителната страница за други значения на буфер.
Буферна зона е всяка територия, която осигурява разделение между други територии, заради някаква причина. Чест вид буферни зони са обезоръжените райони, разделящи враждуващи страни, както и различни форми на области със защитна цел.
Буферните зони се създават, за да предотвратят насилие, за да предпазят околната среда, както и за защита на жилищни и търговски зони от промишлени катастрофи и естествени природни бедствия.
Първата известна буферна зона е в областите Елзас и Лотарингия, създадена по време на Виенския конгрес (1814 – 1815) за разделянето на Кралство Франция от Германския съюз. По-късно в историята зоната е обезоръжена след Първата световна война, по силата на Версайския договор от 1919 г. Областта е анексирана от Германия през 1940 г., но отново е върната на Франция през 1945 г.